# Управляемый шунтирующий реактор
Управляемый шунтирующий реактор — устройство управляемой компенсации реактивной мощности в магистральных электрических сетях. Управляемый шунтирующий реактор относится к поперечным устройствам компенсации реактивной мощности, которые параллельно подключаются в электрическую систему в целях изменения реактивных параметров линий электропередачи (ЛЭП) переменного тока и реактивной мощности, потребляемой в системе.

## Причины возникновения
Одной из основных технических проблем развития современных электроэнергетических систем является проблема эффективного принудительного управления потоками энергии через магистральные электрические сети. В настоящее время на основе современной схемотехники и элементов силовой электроники разработан ряд эффективных устройств FACTS (Flexible AС Transmision System)https://en.wikipedia.org/wiki/Flexible_AC_transmission_system, предназначенные для реализации такого управления. Одним из устройств FАСТS являются управляемые шунтирующие реакторы (УШР), которые в энергосистемах выполняют широкий спектр задач. В отличие от традиционного шунтирующего реактора (ШР), который является пассивным элементом сети и предназначен для компенсации избыточной зарядной мощности в линиях электропередачи сверхвысокого напряжения (ЛЭП СВН) УШР — активный элемент, который позволяет также управлять режимами энергосистемы. Однако следует отметить, что УШР имеют существенно более сложную конструкцию чем ШР и соответственно требуют больших затрат на их установку и эксплуатацию. Поэтому их применение требует технико-экономического обоснования в каждом конкретном случае.

## Общая характеристика проблемы
Многочисленные попытки обеспечить коммутации ШР без серьёзных последствий во многих странах закончились неудачно. Дело в том, что при введении режимов магистральных электрических сетей включения и отключения шунтирующих реакторов необходимо проводить не реже, чем один раз в неделю, а в большинстве случаев и чаще — вплоть до ежесуточного. Например, характерным случаем таких коммутаций является суточное изменение мощности, при которой частота коммутаций ШР приводит к исчерпанию ресурсов коммутационной аппаратуры. При каждой такой операции срабатывается ресурс выключателей, а реактор подвергается воздействию коммутационных перенапряжений и, как следствие, изоляция реактора быстро изнашивается. Кроме того, отключение шунтирующих реакторов опасно для всей электрической сети, поскольку при внезапном отключении линии вынужденная составляющая перенапряжений без шунтирующих реакторов оказывается значительно выше предельно допустимого значения.
Принимая во внимание все эти соображения, практически во всех странах отказались от коммутации шунтирующих реакторов, что определяет необходимость анализа режима передачи электроэнергии по линиям при наличии управляемых шунтирующих реакторов. Поэтому целесообразность использования УШР для ЛЭП СВН является обоснованным и перспективным мероприятием повышения эффективности работы магистральных электрических сетей.

## Параметрическая оптимизация режимов работы магистральных электрических сетей по критерию потерь активной мощности
Исходя из принципов системного подхода, электроэнергетическую систему можно представить совокупностью сетей различного назначения и номинального напряжения, которые образуют определённые иерархические уровни для потоков энергии. Распределение потоков энергии между сетями связан с проявлением фундаментального принципа наименьшего действия, который в электротехнике реализуется через законы Кирхгофа. Поэтому при естественном распределении потоков энергии между сетями её потери будут наименьшими. Но при использовании синусоидального переменного тока этот вывод справедлив для полной мощности. В то же время экономичный режим с минимальными потерями активной мощности, которые нас интересуют при оценке эффективности транспорта энергии, устанавливается только в условной схеме из активных сопротивлений. Исследования показали, что естественный режим значительно (в 1,4-1,5 раза) уступает экономическому по величине потерь, и при этом возникает перегрузка сетей более низкого напряжения неадекватными для них транспортными потоками энергии, чем уменьшается пропускная способность всей электроэнергетической системы .
Одним из мероприятий, которое обеспечивает снижение потерь электроэнергии, является оптимизации режимов работы ЛЭП СВН по напряжению и реактивной мощности. В такой постановке проблемы ЛЭП СВН рассматриваются изолированно для трех наиболее распространенных режимов работы: минимального, максимального и эксплуатационного режима работы передачи мощности. Аналитические выражения для определения потерь активной мощности в линии электропередач содержат составляющие потерь холостого хода и короткого замыкания. Последние соответственно прямо и обратно пропорциональны квадрату напряжения на шинах конечных подстанций, что обусловливает возможность выбора оптимального уровня напряжения. Это обеспечивает минимум суммы составляющих этих потерь.
Анализ режимов работы ЛЭП СВН с управляемыми шунтирующими реакторами показал, что в случае применения УШР происходит компенсация зарядной мощности и регулирования потока мощности.